# Raymond Bernard
Pour les articles homonymes, voir Bernard.
Raymond Bernard est un réalisateur et scénariste français, né le 10 octobre 1891 à Paris et mort le 11 décembre 1977 dans la même ville.

## Biographie
Deuxième fils du célèbre écrivain et dramaturge français Tristan Bernard (1866-1947) et de son épouse Suzanne Rébecca Bomsel (1869-1928), et frère du dramaturge Jean-Jacques Bernard et du médecin résistant Étienne Bernard, Raymond Bernard naît le 10 octobre 1891 au domicile familial au no 15, rue de Vézelay dans le 8e arrondissement. Il fréquente les établissements scolaires les plus réputés.
En août 1914, lors du déclenchement de la Première Guerre mondiale, il est mobilisé, mais blessé deux fois, il est démobilisé en juin 1915.
Sa carrière artistique débute en 1915, comme acteur, dans un film de Louis Mercanton et René Hervil, Jeanne Doré, adapté d’une pièce de son père, dans lequel il joue aux côtés de Sarah Bernhardt.
Ses œuvres les plus réputées sont Le Miracle des loups  (1924), Les Croix de bois (1932) et Les Misérables (1934).
Pendant la Seconde Guerre mondiale, il se cache dans le Vercors. En tant que Juif, son père est interné au camp de Drancy et son neveu, François-René, fils de son frère Jean-Jacques Bernard, déporté à Mauthausen où il meurt. C'est en souvenir de cette période et en hommage aux personnes qui l'ont aidé, qu'il réalise le film Un ami viendra ce soir.
En 1960, il apparaît dans le court-métrage Le Rondon d'André Berthomieu.

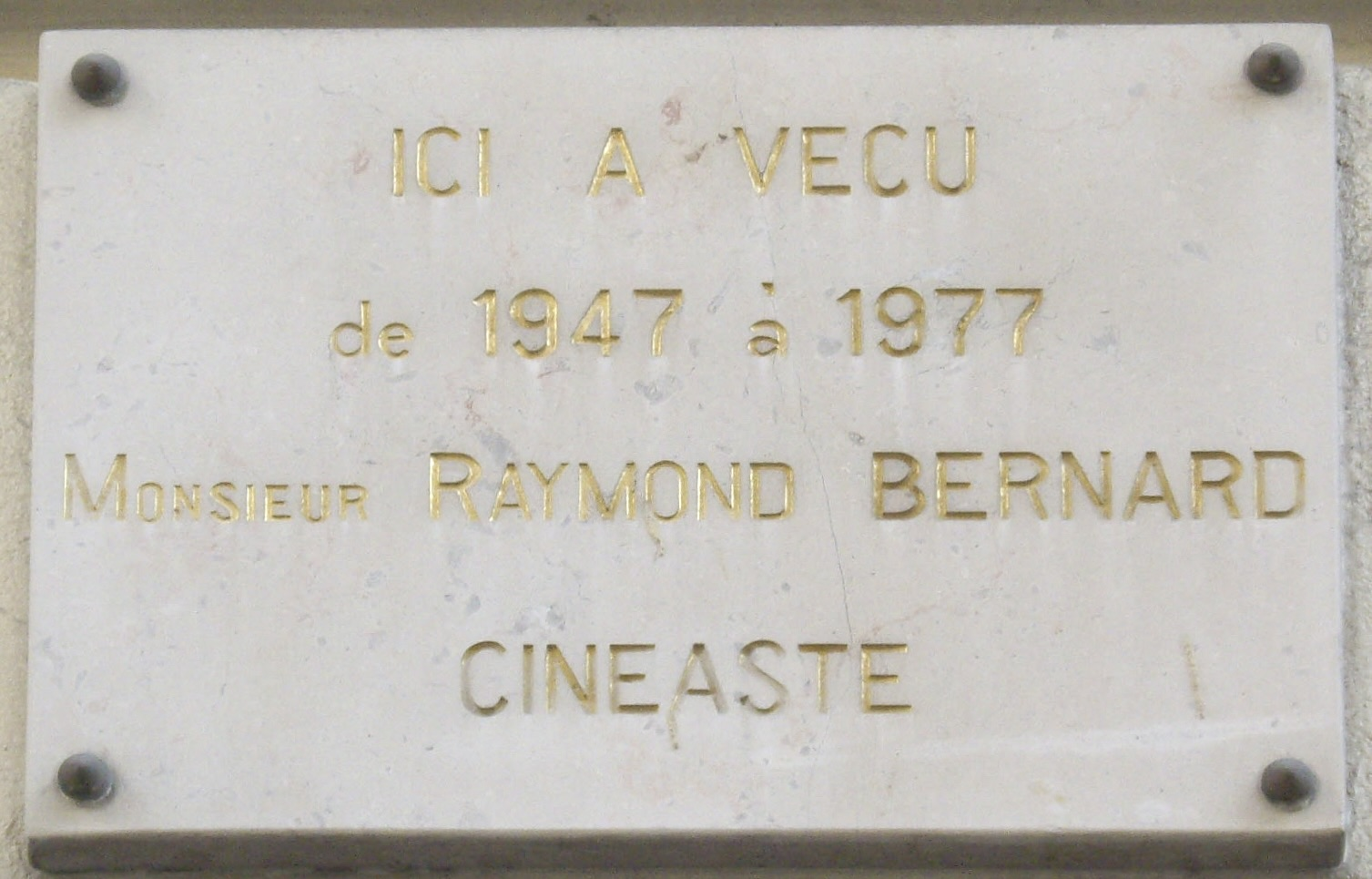
Plaque au n°55 rue Pergolèse, à Paris.

Il vécut à partir de 1947 jusqu'à sa mort au no 55, rue Pergolèse dans le 16e arrondissement. Il y meurt le 11 décembre 1977 . Une plaque lui rend hommage.
Raymond Bernard est par ailleurs le cousin du journaliste et écrivain Pierre-Gilles Veber, lui-même père du cinéaste Francis Veber. Son épouse est décédée en 1991.
Il est inhumé au cimetière de Montmartre.

## Distinction
Raymond Bernard est officier de la Légion d'honneur.

## Filmographie
- 1915 : Jeanne Doré
- 1917 : Le Ravin sans fond
- 1918 : Le Traitement du hoquet
- 1918 : Le Gentilhomme commerçant
- 1919 : Le Petit Café
- 1920 : Le Secret de Rosette Lambert
- 1921 : La Maison vide
- 1922 : Triplepatte
- 1923 : L'Homme inusable
- 1923 : Grandeur et Décadence
- 1923 : Le Costaud des Épinettes
- 1924 : Le Miracle des loups
- 1927 : Le joueur d'échecs
- 1930 : Tarakanova
- 1931 : Faubourg Montmartre
- 1932 : Les Croix de bois
- 1934 : Les Misérables réalisateur et scénariste
- 1934 : Tartarin de Tarascon
- 1935 : Amants et voleurs, co-adaptateur et réalisateur, d'après Le Costaud des Épinettes, de Tristan Bernard
- 1936 : Anne-Marie sur un scénario d'Antoine de Saint-Exupéry
- 1937 : Le Coupable
- 1937 : Marthe Richard, au service de la France
- 1938 : J'étais une aventurière
- 1939 : Les Otages
- 1940 : Cavalcade d'amour
- 1946 : Adieu chérie réalisateur et scénariste
- 1946 : Un ami viendra ce soir réalisateur et scénariste
- 1949 : Maya
- 1951 : Le Cap de l'espérance
- 1952 : Le Jugement de Dieu réalisateur et scénariste
- 1953 : La Dame aux camélias
- 1953 : La Belle de Cadix réalisateur et scénariste
- 1955 : Les Fruits de l'été réalisateur et scénariste
- 1957 : Le Septième Commandement
- 1958 : Le Septième ciel réalisateur et scénariste